# Freibergsee
Der Freibergsee liegt im Süden von Oberstdorf, der südlichsten Gemeinde Deutschlands, im Landkreis Oberallgäu in Bayern in 930 m Höhe auf dem bewaldeten Freiberg.

## See und Umgebung
Die maximale Wassertiefe des Sees beträgt ungefähr 25 Meter, er ist etwa 18 Hektar groß. Seine größte Länge beträgt 526 Meter, seine größte Breite 484 Meter. 
Der See ist touristisch erschlossen durch Restaurant, Strandcafé, Badeanstalt und Bootsverleih.
Im Süden des Sees befindet sich die Heini-Klopfer-Skiflugschanze, die zurzeit viertgrößte Skiflugschanze der Welt.

Bilder
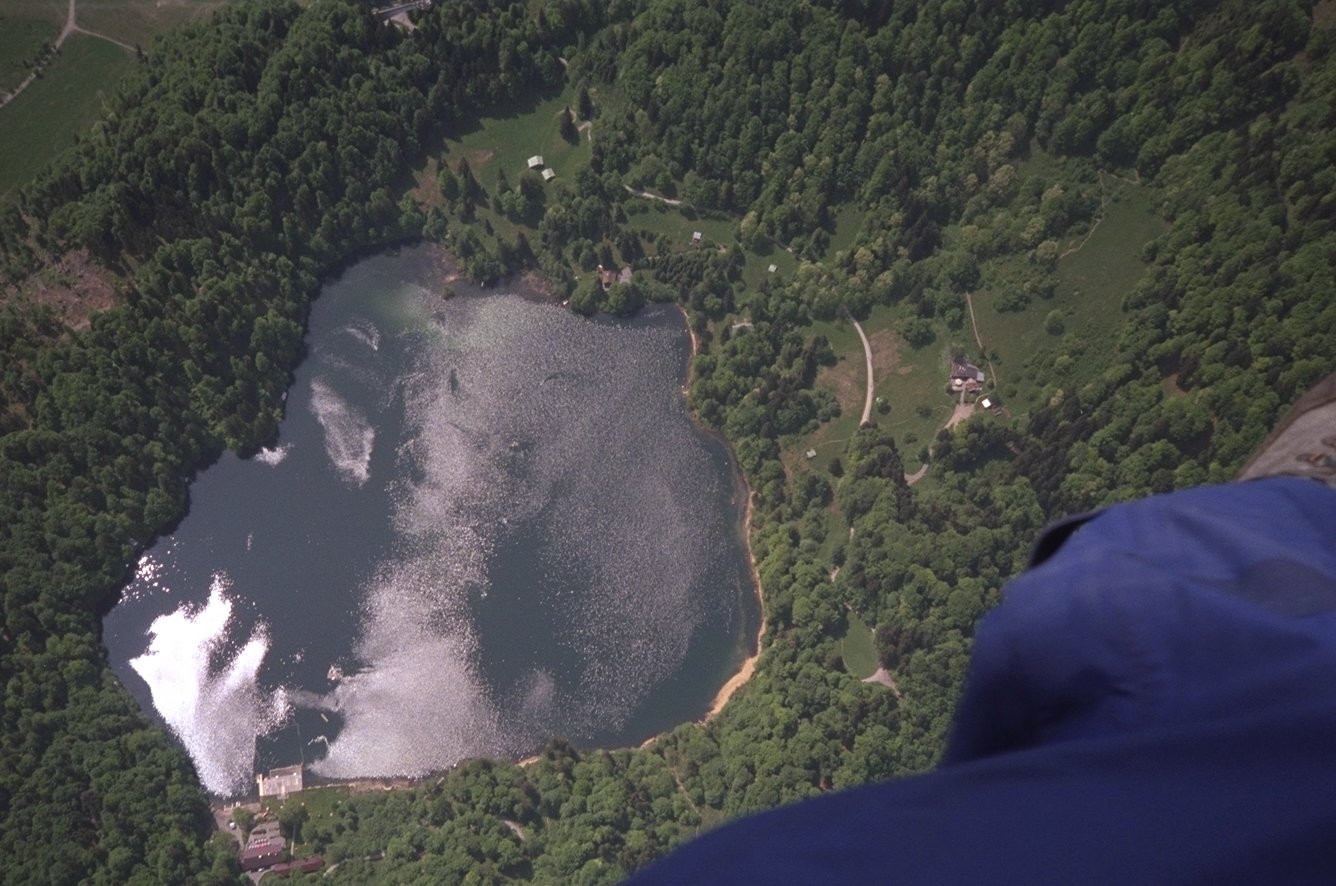
Freibergsee vom Gleitschirm
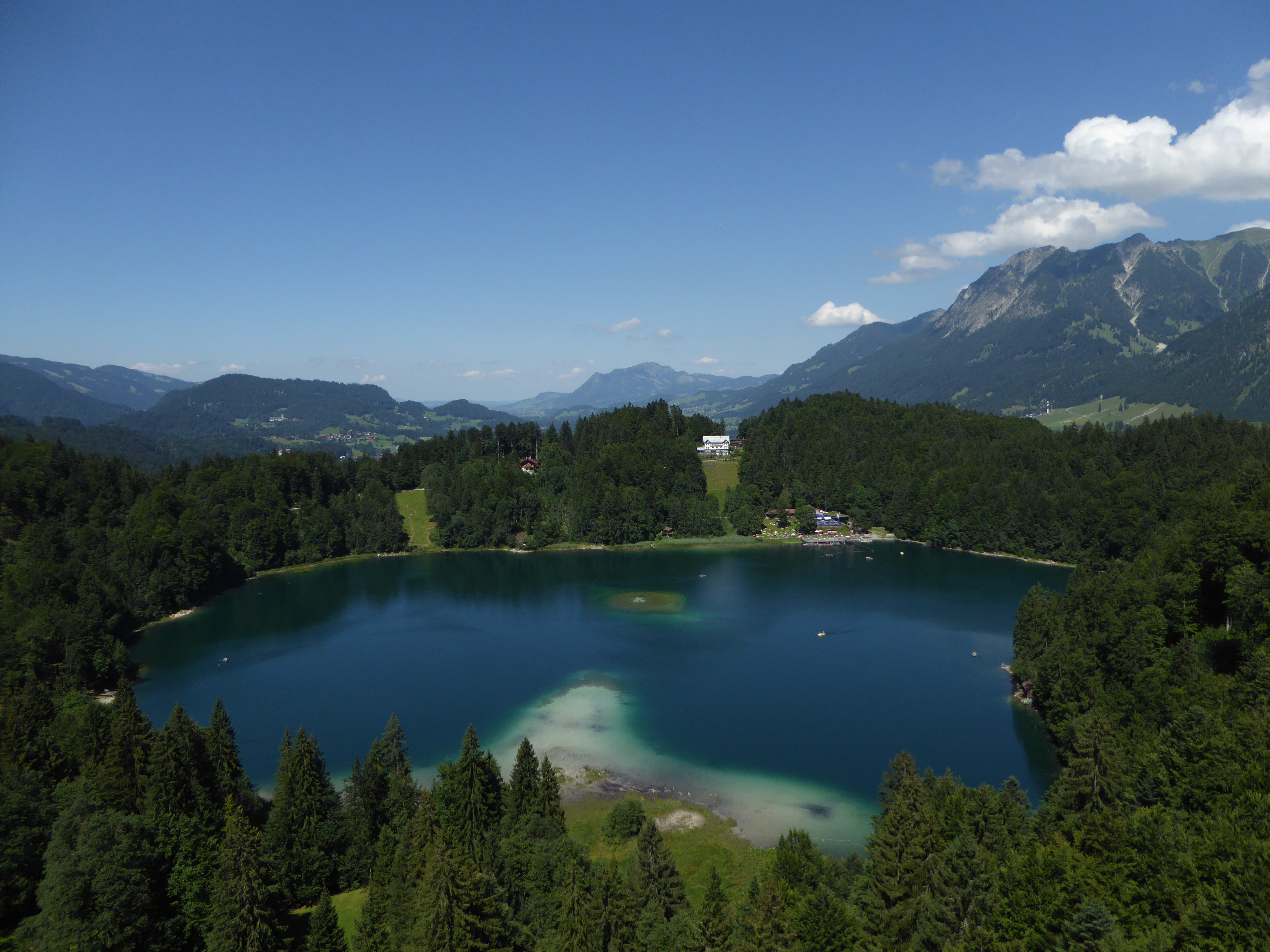
Blick von der Heini-Klopfer-Skiflugschanze Oberstdorf
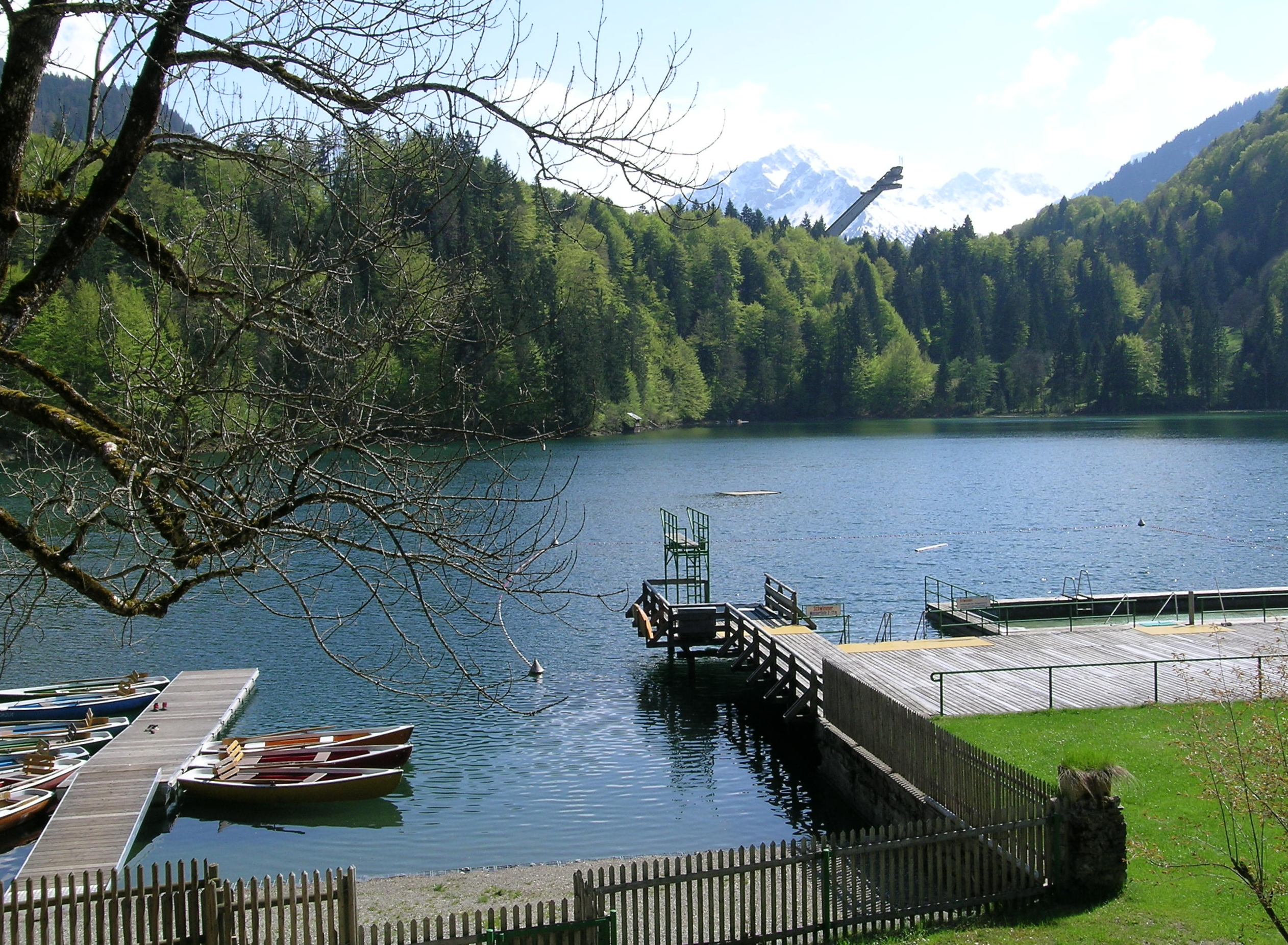
Freibergsee, im Hintergrund die Skiflugschanze

## Zugang
Erreichbar ist der See neben einer Fahrstraße über den Weiler Schwand, die jedoch für den öffentlichen Verkehr gesperrt ist, u. a. durch die folgenden Wanderwege:
- Edmund-Probst-Weg (Kornau)
- Ziegelbachweg
- Weg vom Renksteg
- Weg vom Söllereck über Hochleite

## Hydrologie
Neben kleineren Zuflüssen wird vermutet, dass Quellen am Grund des Sees diesen speisen. Der Freibergsee verfügt über keine oberirdischen Abflüsse, er ist also ein Blindsee. Das Wasser versickert oder läuft durch Spalten ab. Messungen des Biologen Dr. Helmut Lutz aus dem Jahr 1938 wiesen den Freibergsee als den wärmsten aller bayerischen Seen aus.